# Chiesa di Santa Croce (Bonnanaro)
La chiesa di Santa Croce è un edificio religioso situato a Bonnanaro, centro abitato della Sardegna nord-occidentale.

Consacrata al culto cattolico, fa parte della parrocchia di San Giorgio, arcidiocesi di Sassari.
Antico oratorio dell'omonima confraternita, risulta edificata antecedentemente al 1624. Presenta un'aula unica con due piccole cappelle, realizzate a fine '800. Di una certa importanza l'altare, un manufatto tardo settecentesco ricco di elementi decorativi, realizzato in marmorino.